# Capitalisme rose
Le capitalisme rose ou capitalisme arc-en-ciel (en anglais rainbow capitalism) est un terme utilisé pour désigner, dans une perspective critique, l'incorporation des discours du mouvement LGBT et de la diversité sexuelle au capitalisme et à l'économie de marché, en comprenant spécialement le modèle d'homme gay, cisgenre, occidental, blanc et de classe moyenne supérieure,,,,,.
Il vise à l'obtention de bénéfices plus grands, grâce à la consommation de populations traditionnellement discriminées qui ont, cependant, acquis un pouvoir d'achat suffisant, ce qu'on appelle l'« argent rose », qui a permis générer un marché spécifique dirigé vers la communauté gay, comme des bars et des boîtes, le tourisme homosexuel ou une consommation culturelle spécialisée,.
Alors que les espaces de consommation LGBT peuvent être vus comme une occasion pour l'homosocialisation, le fait de définir des modèles de consommation provoque une standardisation de la diversité sexuelle vers des modèles sexuels acceptés socialement, comme la monogamie, l'intérêt pour la mode dominante ou la définition d'esthétiques corporelles fixées par des canons publicitaires,.
Cela se recoupe avec le fait que le libéralisme économique, politique, sociétal et culturel peut être le même et opposer son individualisme à des normes sociales, au sens large, y compris socialistes.

## Contexte historique
Tandis que le capitalisme moderne s'imposait en Occident, le développement d'un marché orienté vers la communauté LGBTI s'est fait en trois phases principales,,, :

### Phase clandestine

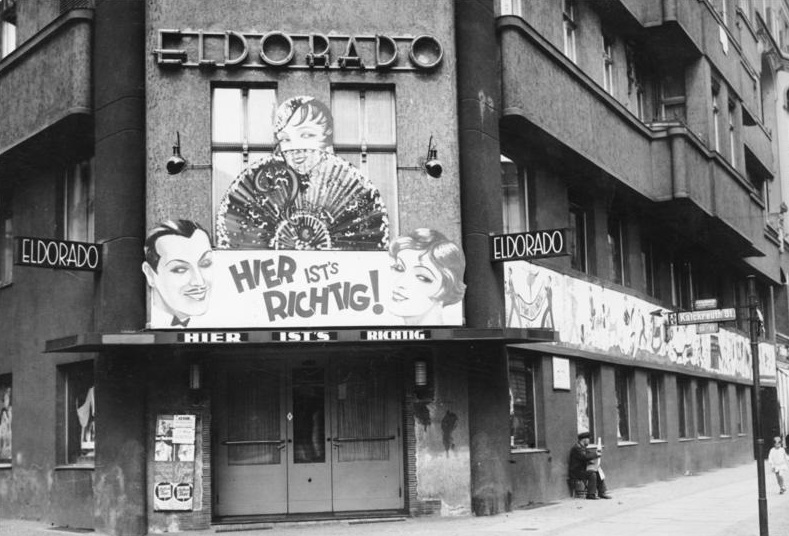
Club LGBT Eldorado à Berlin dans les années 1920.

Depuis les dernières décennies du XIXe siècle existent, dans quelques villes d'Europe et des États-Unis, des bars, cabarets ou maisons closes clandestines visant explicitement un public LGBTI. Ce marché relevait le plus souvent d'une économie informelle parce que les personnes LGBTI étaient victimes d'une discrimination institutionnalisée — bien qu'une première vague de lutte pour les droits LGBT commence, rapidement désamorcé par la Première et Seconde Guerre mondiale, et l'essor du fascisme en Europe.

### Phase de création de communautés
Après la Seconde Guerre mondiale commence une période de transition dans les sociétés occidentales encore influencée par l'homophobie des idéologies fascistes. Le marché LGBTI reste marginal et clandestin, mais c'est à cette époque que se créent diverses associations au sein du mouvement homophile qui cherchent la valorisation positive de l'homosexualité à travers des rencontres, publications ou fêtes de bienfaisance, et s'oppose à ce qu'on considère comme déviants ou pervers les comportements homosexuels comme la promiscuité, le cruising, la prostitution, les saunas ou les revues érotiques,. C'est ce mouvement fédérateur, qui prône la réhabilitation de ses membres, qui permet l'avènement d'un marché LGBTI.

### Phase d'intégration dans la culture de masses
Les émeutes de Stonewall de 1969 marquent le début du mouvement de libération LGBT, caractérisé par la visibilité publique et par les objectifs de dépénalisation de l'homosexualité et de l'intégration sociale et politique, et bien que marquée par la pandémie de VIH/sida et une société homophobe et puritaine, ce mouvement a abouti au développement du queer.
À partir des années 1990, moyennant la réussite progressive de droits et d'acceptation sociale, la discrimination dont souffraient les personnes ouvertement LGBT a été en diminuant, en élargissant la possibilité d'accès à des postes de travail traditionnellement hétéronormatifs, ce qui a entraîne une augmentation du pouvoir d'achat du collectif LGBT, fondamentalement celui des gays ; très lié avec la tendance des dinkies, couples avec deux salaires et sans enfants. Ces processus sont visibles dans le changement duquel ont souffert les quartiers gais, qui, bien qu'ayant commencé par être marginaux et dégradés, ont attiré à la population LGBT par ses bas prix et la sécurité qu'offre de vivre ensemble avec autres minorités sexuelles. Ces quartiers, après avoir été réhabilités en grande partie grâce à la communauté LGBT, sont devenus à la mode et ont lentement souffert du processus de gentrification qui entraîna l'augmentation des prix et l'expulsion de la population LGBT qui ne pouvait plus assumer les nouveaux coûts.
Parallèlement à ces processus, s'est développé un marché de plus en plus spécialisé autour du collectif LGBTI, répondant spécifiquement à ses besoins moyennant la vente de services et produits exclusifs. Finalement, la tendance sociale entraîna que diverses compagnies incorporèrent la défense des droits LGBT à leurs politiques d'entreprise et codes de conduite, y compris en finançant des événements LGBT.

## Mécanismes
Bien qu'il soit probable que sans la légitimité (sciences sociales) donnée par le modèle capitalisme de consommation certains droits civiques n'auraient pas pu être mis en place, leur acquisition s'est faite grâce à l'intégration de personnes LGBTIQ dans un cadre consumériste hétéronormatif. Cette état de fait a promu l'intégration de femmes dans Travail productif et improductif (en) tout en stimulant l'incorporation des hommes dans le Travail reproductif,,,.

### De la libération sexuelle à l'idéal de l'homme gay
D'un point de vue historique, un parallèle peut être établi entre le processus de libération sexuelle et un système économique passant de la nécessité d'avoir des travailleurs à la nécessité d'avoir des consommateurs: les pratiques sexuelles non reproductives comme la masturbation, la sodomie ou l'homosexualité étaient interdites et stigmatisées parce qu'elles ne produisent pas la descendance nécessaire pour maintenir le système économique,. Mais peu à peu, le processus de mécanisation du travail a rendu possible le passage à un système qui n'avait plus besoin de tant des travailleurs pour maintenir l'offre, comme des consommateurs qu'assurent la demande, relâchant la pression sur la sexualité et facilitant la tolérance vers autres formes d'érotisme[réf. nécessaire].
Cependant, l'intégration de la diversité sexuelle dans le modèle capitaliste ne se fait pas en raison de son caractère social, mais de la possibilité que des clients augmentent la plus-value. Mais parce que l'accès à la plus-value est inégalitaire, le système lui-même produit l'exclusion, ce qui le rend incompatible avec l'égalité, la liberté et le féminisme[réf. nécessaire]. Il est courant de voir comment le discours dominant loue les femmes ou les gays qui accèdent à des postes de pouvoir, en connexion avec l'idéologie de la méritocratie, de l'individualisme et de la compétitivité, tout en justifiant que d'autres n'aient pas atteint ces postes de pouvoir parce qu'ils ne font pas assez des efforts[réf. nécessaire]. C'est une manière de les rendre coupables[réf. nécessaire]. Même s'on sait, que la raison pour laquelle d'autres personnes ne peuvent pas accéder à des postes de pouvoir vient du même fait qu'il existe des postes de pouvoir qui sont exclusifs.
D'autre part, la société capitaliste n'a pas accepté toutes les diversités sexuelles de la même manière[réf. nécessaire]. La tolérance sociale est plus grande vers les personnes qu'ont plus d'accès aux ressources[réf. nécessaire]. L'orientation sexuelle et l'identité sexuelle sont liées aux questions de genre, d'ethnicité et de classe sociale. Par conséquent, ce sont en général les homosexuels, les célibataires, les occidentaux, les blancs, les citadins et les hommes de classe moyenne ou supérieure qui sont acceptés dans le cadre social de la consommation,,. De plus, ce cadre promeut une identité homogène et hétéronormative de l'homme gay idéal, qui a une certaine beauté, un corps musclé et hypersexualisé, un comportement masculin, un succès professionnel et un pouvoir d'achat spécifique, établissant quels corps sont désirables et lesquels ne le sont pas ; ce qui conduit à déplacer et marginaliser, même du collectif gay lui-même, les hommes à plumes ou qui ne cadrent pas dans ce modèle esthétique,,

« Dans la période pré-gay, la jeunesse est une valeur du changement sexuel, mais les homosexuels plus âgés ne sont pas stigmatisés. Avec l'extension du modèle gay et l'institutionnalisation que cela implique, se forme un marché sexuel dans lequel l'un des biens les plus appréciés pour les échanges sexuels, outre la virilité, est la jeunesse. La surévaluation de la jeunesse imposée par le style gay implique une sous-évaluation de l'homme adulte mature. »

### Droits symboliques et matériels
Bien que, dans ce cadre capitaliste et selon les pays, certains droits symboliques aient été réalisés, comme l'accès à l'égalité du mariage ou la reconnaissance de l'identité de genre, ces droits sont subordonnés aux ressources, aux revenus et à la position sociale. Les droits symboliques doivent donc d'abord être soutenus par des droits matériels qui garantissent une vie digne, liant la culture et le social à l'économie et au matériel.
Il fallait respecter les gais, non pas parce que c'était un droit légitime, mais parce que nous étions une entreprise lucrative. Les homosexuels ne devraient pas être respectés, mais exploités, je suis venu pour dire le concept gaypitaliste. C'était l'égalité du capitalisme, de l'homosexualité ; nous étions égaux en tant que consommateurs exploités tant que nous pouvions payer pour cette égalité.
En ce sens, la tendance a été que le mouvement gay n'a pas défini l'agenda politique, mais l'inverse, s'adaptant aux schémas hétéronormatifs et de l'héteropatriarcat définis du point de vue du capitalisme traditionnel, incorporant la vision sociale de la famille, de la propriété, du corps, de l'organisation économique ou de l'expérience sexuelle des schémas hétérosexuels. La matrice dans laquelle les droits LGBT sont insérés n'a pas été problématisée. Par exemple, il y a eu une lutte pour obtenir un mariage égalitaire, sans remettre en question le concept du mariage, son histoire, s'il est nécessaire dans la société ou si d'autres types de mariage sont possibles, faisant de la lutte pour le mariage égalitaire, soutenue par l'idéal de l'amour romantique, l'objectif prioritaire du mouvement LGB qui donne l'impression de ne plus avoir à lutter, mettant ainsi un terme à l'émancipation sexuelle par une condamnation moraliste de la liberté sexuelle,.